# Liste der denkmalgeschützten Objekte in Gedersdorf
Die Liste der denkmalgeschützten Objekte in Gedersdorf enthält die 8 denkmalgeschützten, unbeweglichen Objekte der Gemeinde Gedersdorf im niederösterreichischen Bezirk Krems-Land.

## Denkmäler
| Foto |                 | Denkmal                                                                        | Standort                                         | Beschreibung | Metadaten |
| ---- | --------------- | ------------------------------------------------------------------------------ | ------------------------------------------------ | --- | --- |
| ja   | Datei hochladen | Kath. Pfarrkirche hl. Jakobus d. Ältere HERIS-ID: 49577 Objekt-ID: 53446       | neben Hauptstraße 73 Standort KG: Brunn im Felde | Die Pfarrkirche hl. Jakobus der Ältere, im Süden von Brunn an der Durchgangsstraße gelegen, ist eine josephinische Saalkirche mit Westturm und spätgotischem Chor. Das spätbarocke, im Kern mittelalterliche Langhaus ist durch Lisenen und Stützpfeiler gegliedert. In der Westfassade liegt zwischen Giebelschrägen ein eingestellter Turm mit Zwiebelhelm. An den flach geschlossenen, spätgotischen Chor ist nördlich eine im Kern spätmittelalterliche Sakristei angebaut.                                                                         | BDA-Hist.: Q24008348 Status: § 2a Stand der BDA-Liste: 2025-06-30 Name: Kath. Pfarrkirche hl. Jakobus d. Ä. GstNr.: 60 Pfarrkirche Brunn im Felde                    |
| ja   | Datei hochladen | Pfarrhof HERIS-ID: 49578 Objekt-ID: 53447                                      | Hauptstraße 76 Standort KG: Brunn im Felde       | Der eingeschoßige Pfarrhof gegenüber der Kirche ist ein Barockbau des späten 18. Jahrhunderts mit Walmdach und schlichter Putzgliederung. | BDA-Hist.: Q38034708 Status: § 2a Stand der BDA-Liste: 2025-06-30 Name: Pfarrhof GstNr.: 50                                                                          |
| ja   | Datei hochladen | Kath. Filialkirche hll. Philippus und Jakobus HERIS-ID: 49719 Objekt-ID: 53767 | bei Weinbergstraße 3 Standort KG: Gedersdorf     | Die den Aposteln Philippus und Jakobus geweihte Filialkirche von Gedersdorf, im Zentrum des Ortes in der Mitte eines kleinen angerartigen Platzes gelegen, ist ein spätgotischer Saalbau mit älterem Kern. Dem unter einem geknickten, nordseitig tief heruntergezogenen Satteldach liegenden Langhaus ist ein Westturm vorgestellt. Der Chor verfügt über Strebepfeiler und es sind beiderseitig niedrige Anbauten mit geböschten Stützpfeilern zu sehen.                                                                                              | BDA-Hist.: Q38035672 Status: § 2a Stand der BDA-Liste: 2025-06-30 Name: Kath. Filialkirche hll. Philippus und Jakobus GstNr.: .46 Filialkirche Gedersdorf            |
| ja   | Datei hochladen | Ortskapelle hl. Antonius von Padua HERIS-ID: 50531 Objekt-ID: 55602            | bei Schlickendorf 16 Standort KG: Schlickendorf  | Die Ortskapelle hl. Antonius von Padua, ein neugotischer Bau von Ende des 19. Jahrhunderts, hat ein Langhaus mit östlicher Eingangsfront, ein mit Krabben besetztes Kielbogenportal, einen oktogonalen Giebelreiter, Maßwerkfenster und seitliche Zwerchgiebelfronten mit krabbenbesetzten Giebeln. Der Chor verfügt über ein eingezogenes Fünfachtelpolygon mit Strebepfeilern. Das quadratische Langhaus ist sternrippengewölbt, im Polygon sind Schirmrippen zu sehen. Die kielbogige Altarnische verfügt über eine Darstellung des Berges Golgotha. | BDA-Hist.: Q38040659 Status: § 2a Stand der BDA-Liste: 2025-06-30 Name: Ortskapelle hl. Antonius von Padua GstNr.: .12 Saint Anthony of Padua Chapel (Schlickendorf) |
| ja   | Datei hochladen | Ortskapelle HERIS-ID: 76767 Objekt-ID: 90361                                   | gegenüber Landstraße 36 Standort KG: Stratzdorf  | Die Ortskapelle von Stratzdorf ist ein in der ersten Hälfte des 19. Jahrhunderts errichteter Rechteckbau mit runder Apsis und eingezogenem Fassadenturm. | BDA-Hist.: Q38145836 Status: § 2a Stand der BDA-Liste: 2025-06-30 Name: Ortskapelle GstNr.: 100                                                                      |
| ja   | Datei hochladen | Gutshof/Meierhof, Stadel und Einfriedung HERIS-ID: 35154 Objekt-ID: 33782      | Landstraße 64 Standort KG: Stratzdorf            | Der von einer Gartenmauer umgebene Gutshof nordwestlich von Stratzdorf, ein ehemaliger Stiftshof von Herzogenburg, ist ein zweigeschoßiger Bau mit Walmdach und eingeschoßigen Wirtschaftsgebäuden, einem gebänderten Obergeschoß, einer Ortstein- und Lisenengliederung aus dem dritten Viertel des 18. Jahrhunderts sowie einem seitlich gelegenen, segmentbogigen Hoftor mit geschweiftem Volutengiebel und zierlichen Rokokoaufsätzen, der im Kern vermutlich auf das Ende des 16. Jahrhunderts datiert werden kann.                                | BDA-Hist.: Q37961794 Status: Bescheid Stand der BDA-Liste: 2025-06-30 Name: Gutshof/Meierhof, Stadel und Einfriedung GstNr.: 12, 15                                  |
| ja   | Datei hochladen | Kath. Pfarrkirche Mariae Empfängnis HERIS-ID: 50708 Objekt-ID: 55948           | neben Obere Hauptstraße 3 Standort KG: Theiß     | Die Pfarrkirche Maria Empfängnis, in Theiß an einer Straßengabelung gelegen, ist ein in den Jahren 1715/1716 als Pestkapelle angelegter Rechteckbau mit eingezogenem Chor, Rundapsis und einem 1841/1842 von Franz Schwertfeger erbauten, eingestellten Fassadenturm. Die Kirche ist durch ein übergiebeltes Portal mit Doppelpilastern zugänglich. Nördlich des Chores ist eine Sakristei angebaut. | BDA-Hist.: Q38041719 Status: § 2a Stand der BDA-Liste: 2025-06-30 Name: Kath. Pfarrkirche Mariae Empfängnis GstNr.: .44 Pfarrkirche Theiß                            |
| ja   | Datei hochladen | Pfarrhof HERIS-ID: 50707 Objekt-ID: 55945                                      | Obere Hauptstraße 5 Standort KG: Theiß           | Der Pfarrhof neben der Kirche ist ein zweigeschoßiger Bau mit Walmdach, errichtet gegen Ende des 18. Jahrhunderts. Innen hat er eine Stichkappentonne mit angeputzten Bändern und ein dreiläufiges Treppenhaus. | BDA-Hist.: Q38041710 Status: § 2a Stand der BDA-Liste: 2025-06-30 Name: Pfarrhof GstNr.: .45                                                                         |